# Gutenbrunn
Gutenbrunn (früher auch Gutenbrunn am Weinspergforst oder Gutenbrunn bei Edelsberg) ist eine Marktgemeinde mit 511 Einwohnern (Stand 1. Jänner 2025) im Bezirk Zwettl in Niederösterreich.

## Geographie
Gutenbrunn liegt im südwestlichen Waldviertel in Niederösterreich am Ostrand des Weinsberger Waldes. Die Fläche der Marktgemeinde umfasst 27,4 Quadratkilometer. 89,53 Prozent der Fläche sind bewaldet.

### Gemeindegliederung
Das Gemeindegebiet umfasst folgende zwei Ortschaften (in Klammern Einwohnerzahl Stand 1. Jänner 2025):
- Gutenbrunn (436)
- Ulrichschlag (75)

Die Gemeinde besteht aus der Katastralgemeinde Gutenbrunn, dieser sind noch der Weiler Oedhof, die Häusergruppe Glashütte sowie die Einzellagen Auf der Stift, Heinreichs und Windpaß.

### Nachbargemeinden
|          | Bad Traunstein                               |                  |
| Bärnkopf | Kompassrose, die auf Nachbargemeinden zeigt  | Martinsberg      |
|          | Yspertal (Melk), Münichreith-Laimbach (Melk) | Pöggstall (Melk) |

## Geschichte
Der Name des Ortes bezieht sich auf eine Quelle, die zum Ziel vor allem von Wallfahrern wurde. Diese Quelle wurde 1556 zum ersten Mal schriftlich erwähnt, der kleine Holzfällerort entwickelte sich recht langsam und erhielt 1782 das Marktrecht. Ende des 18. Jahrhunderts erlebte der Ort seine erste Blüte durch Joseph Edler von Fürnberg, er war damals Inhaber der Herrschaft Pöggstall, baute die bestehenden Holzschwemmen aus und belieferte das schnell wachsende Wien mit Brennholz. Auch die Glaserzeugung wurde durch ihn gefördert, es entstanden einige kleine Glashütten. Auch der Eisengehalt der Quelle machte den Ort zu einem bekannten „Gesundheitsbad“, 1795 erwarb Franz I. das Gut Gutenbrunn.
Im Jahr 1822 wurde der Ort als Dorf mit 38 Häusern genannt, das eine eigene Pfarrkirche und Schule besaß. Die Herrschaft Gutenbrunn besaß die Ortsobrigkeit, die Herrschaft Pöggstall übte die Landgerichtsbarkeit aus, die Herrschaft Gutenbrunn besorgte die Konskription und hatte die Grundherrschaft inne.
In Folge der Theresianischen Reformen wurde der Ort dem Kreis Ober-Manhartsberg unterstellt und nach dem Umbruch 1848 war er bis 1867 dem Amtsbezirk Ottenschlag zugeteilt.
Mit der Aufhebung der Grundherrschaften und der Bildung von Ortsgemeinden wurde der Ort 1849 Sitz der Ortsgemeinde Gutenbrunn, zu dieser gehörte auch die Katastralgemeinde Weinsberger Forst. 
Eine zweite Blüte hatte der Ort Anfang des 20. Jahrhunderts, die 1877 durch die Gebrüder Munk eröffnete „Kronprinz Rudolph Dampfsäge“ befand sich am westlichen Ortsrand und wurde 1919 durch Oskar Körner übernommen. Es entstanden die damit „Körnerwerke“ mit hunderten Arbeitern, diese bestanden bis zur Betriebsschließung 1933.
Zwischen 1922 und 1933 existierte die Industriebahn Gutenbrunn–Martinsberg, diese führte vom Bahnhof Martinsberg zum Sägewerk in Gutenbrunn und war in 760 mm Spurweite ausgeführt.
Daran anschließend wurde zwischen 1920 und 1933 die Waldbahn Weinsbergerwald zwischen Gutenbrunn und Bärnkopf betrieben, diese war ebenfalls in 760 mm Spurweite ausgeführt und wurde für den Holztransport aus dem Weinsberger Wald genutzt.
Am 26. April 1923 wurde die Katastralgemeinde Weinsberger Forst abgetrennt und als Gemeinde Bärnkopf selbstständig.
Laut Adressbuch von Österreich waren im Jahr 1938 in der Marktgemeinde Gutenbrunn ein Arzt, zwei Taxiunternehmer, zwei Bäcker, zwei Fleischer, ein Friseur, zwei Fuhrwerker, vier Gastwirte, vier Gemischtwarenhändler, ein Maurermeister, ein Sattler, ein Schlosser, ein Schmied, drei Schneider und zwei Schneiderinnen, drei Schuster, eine Sparkasse, zwei Tischler, ein Wagner und ein Zimmermeister ansässig.
Nach dem Zweiten Weltkrieg entwickelte sich der Ort zu einem Tourismuszentrum und war die Wiege des Skilanglaufs in Niederösterreich.

### Einwohnerentwicklung
| Gutenbrunn: Einwohnerzahlen von 1869 bis 2025       | Gutenbrunn: Einwohnerzahlen von 1869 bis 2025 | Gutenbrunn: Einwohnerzahlen von 1869 bis 2025 | Gutenbrunn: Einwohnerzahlen von 1869 bis 2025 | Gutenbrunn: Einwohnerzahlen von 1869 bis 2025 |
| --------------------------------------------------- | --------------------------------------------- | --------------------------------------------- | --------------------------------------------- | --------------------------------------------- |
| Jahr                                                |                                               |                                               |                                               | Einwohner                                     |
| 1869                                                | 1869                                          |                                               | 598                                           | 598                                           |
| 1880                                                | 1880                                          |                                               | 767                                           | 767                                           |
| 1890                                                | 1890                                          |                                               | 834                                           | 834                                           |
| 1900                                                | 1900                                          |                                               | 652                                           | 652                                           |
| 1910                                                | 1910                                          |                                               | 713                                           | 713                                           |
| 1923                                                | 1923                                          |                                               | 1.194                                         | 1.194                                         |
| 1934                                                | 1934                                          |                                               | 1.136                                         | 1.136                                         |
| 1939                                                | 1939                                          |                                               | 881                                           | 881                                           |
| 1951                                                | 1951                                          |                                               | 940                                           | 940                                           |
| 1961                                                | 1961                                          |                                               | 825                                           | 825                                           |
| 1971                                                | 1971                                          |                                               | 772                                           | 772                                           |
| 1981                                                | 1981                                          |                                               | 684                                           | 684                                           |
| 1991                                                | 1991                                          |                                               | 626                                           | 626                                           |
| 2001                                                | 2001                                          |                                               | 600                                           | 600                                           |
| 2011                                                | 2011                                          |                                               | 564                                           | 564                                           |
| 2021                                                | 2021                                          |                                               | 497                                           | 497                                           |
| 2025                                                | 2025                                          |                                               | 511                                           | 511                                           |
| Quelle(n): Statistik Austria, Gebietsstand 1.1.2021 |                                               |                                               |                                               |                                               |

## Kultur und Sehenswürdigkeiten

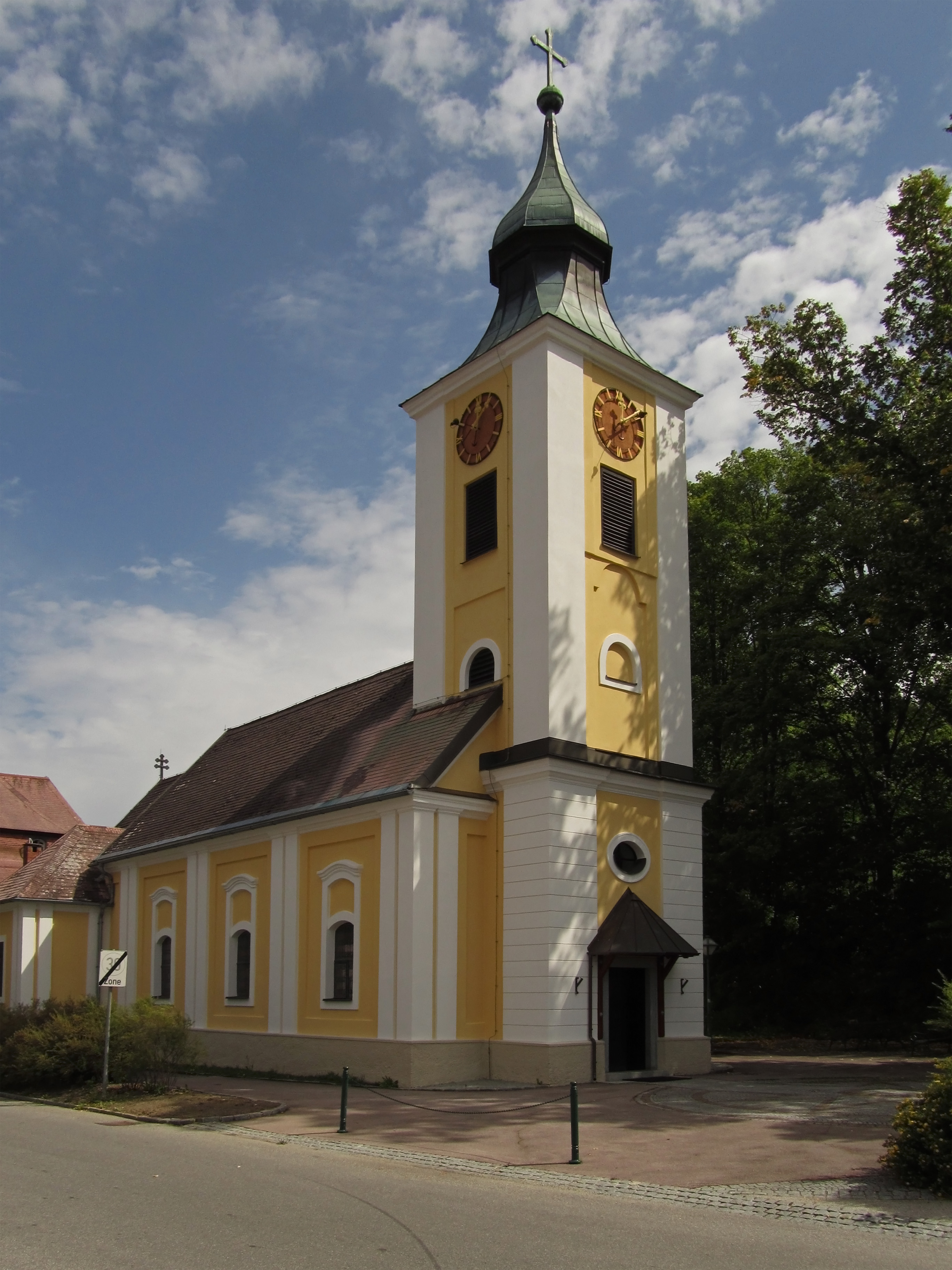
Pfarrkirche Gutenbrunn am Weinsberg

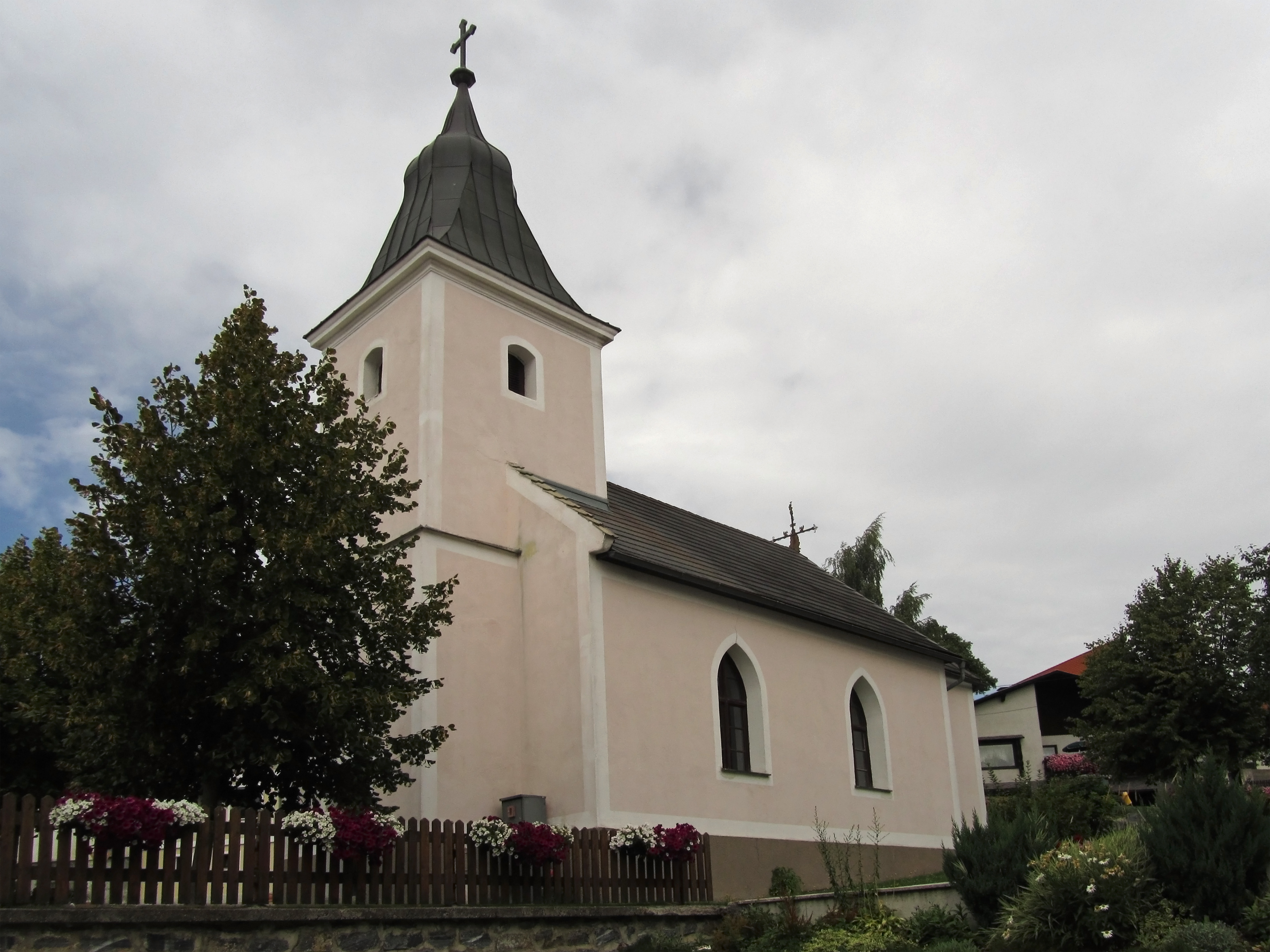
Ortskapelle Ulrichschlag

- Schloss Gutenbrunn am Weinsberg, erbaut 1771–1785, seit 1920 im Besitz der Österreichischen Bundesforste
- Katholische Pfarrkirche Gutenbrunn am Weinsberg Unsere Liebe Frau Mariä Heimsuchung, erbaut 1800 auf Veranlassung Franz I.
- Ortskapelle Ulrichschlag, erbaut 1870

## Wirtschaft und Infrastruktur
In Gutenbrunn entfielen im Jahr 2011 fast die Hälfte der Arbeitsplätze auf die Landwirtschaft, siebzehn Prozent auf den Produktionssektor und etwas mehr als ein Drittel auf Dienstleistungen. Von den 255 Erwerbstätigen, die in der Gemeinde wohnten, arbeitete weniger als ein Viertel in der Gemeinde, mehr als drei Viertel pendelten aus.

### Öffentliche Einrichtungen
In Gutenbrunn befindet sich ein Kindergarten und eine Volksschule.

## Politik

### Gemeinderat
Der Gemeinderat hat seit dem Gemeinderatswahlen 2025 13 Mitglieder.
- Mit den Gemeinderatswahlen in Niederösterreich 1990 hatte der Gemeinderat folgende Verteilung: 11 ÖVP und 4 SPÖ.
- Mit den Gemeinderatswahlen in Niederösterreich 1995 hatte der Gemeinderat folgende Verteilung: 9 ÖVP und 6 SPÖ.[11]
- Mit den Gemeinderatswahlen in Niederösterreich 2000 hatte der Gemeinderat folgende Verteilung: 9 SPÖ und 6 ÖVP.[12]
- Mit den Gemeinderatswahlen in Niederösterreich 2005 hatte der Gemeinderat folgende Verteilung: 10 SPÖ und 5 ÖVP.[13]
- Mit den Gemeinderatswahlen in Niederösterreich 2010 hatte der Gemeinderat folgende Verteilung: 11 SPÖ und 4 ÖVP.[14]
- Mit den Gemeinderatswahlen in Niederösterreich 2015 hat der Gemeinderat folgende Verteilung: 12 SPÖ und 3 ÖVP.[15]
- Mit den Gemeinderatswahlen in Niederösterreich 2020 hatte der Gemeinderat folgende Verteilung: 12 SPÖ und 3 ÖVP.[16]
- Mit den Gemeinderatswahlen in Niederösterreich 2025 wurde der Gemeinderat auf 13 Mandate verringert und hat folgende Verteilung: 9 SPÖ, 3 ÖVP und 1 FPÖ.[17]

### Bürgermeister
- 1927–1934 Franz Matzke (SPÖ)
- 1945 Franz Matzke (SPÖ)
- 1949–1954 Franz Matzke (SPÖ)
- seit 2000 Adelheid Ebner (SPÖ)[18]

## Persönlichkeiten

### Söhne und Töchter der Gemeinde
- Adelheid Ebner (* 1961), Politikerin (SPÖ)

### Personen mit Bezug zur Gemeinde
- Franz Matzke (1881–1957), Politiker (SPÖ)
- Johann Josef Mildner (1765–1808), Glasbläser und Glaskünstler